# گاولیق
گاولیق یکی از روستاهای استان آذربایجان شرقی است که در دهستان تیرچایی بخش کندوان شهرستان میانه واقع شده‌است این روستا هرساله در فصل تابستان با وجود طبیعت بکر و زیبا و مردمان خونگرم و مهمان نواز میزبان صدها گردشگر از اقسانقاط ایران می‌باشد.